# Шумли-Олик
Шумли-Олик (ног. Шымлы-Оьлик) — село в Ногайском районе Республики Дагестан. Входит в Коктюбинский сельсовет.

## Географическое положение
Расположено в 17 км к северо-западу от районного центра села Терекли-Мектеб.

## Население
| 1926 | 1970 | 1989 | 2002 | 2010 | 2021 |
| ---- | ---- | ---- | ---- | ---- | ---- |
| 197  | ↗338 | ↗502 | ↗725 | ↗799 | ↗838 |

## История
В 1970 году в село переселены жители села Дзилебки Дахадаевского района.